# Labu Forest Reserve
Labu Forest Reserve är en skog i Brunei. Den ligger i den nordöstra delen av landet.
I Labu Forest Reserve växer i huvudsak städsegrön lövskog. Tropiskt regnskogsklimat råder i trakten.